# Albrecht Goes
Albrecht Goes (* 22. März 1908 in Langenbeutingen; † 23. Februar 2000 in Stuttgart-Rohr) war ein deutscher Schriftsteller und protestantischer Theologe.

## Leben

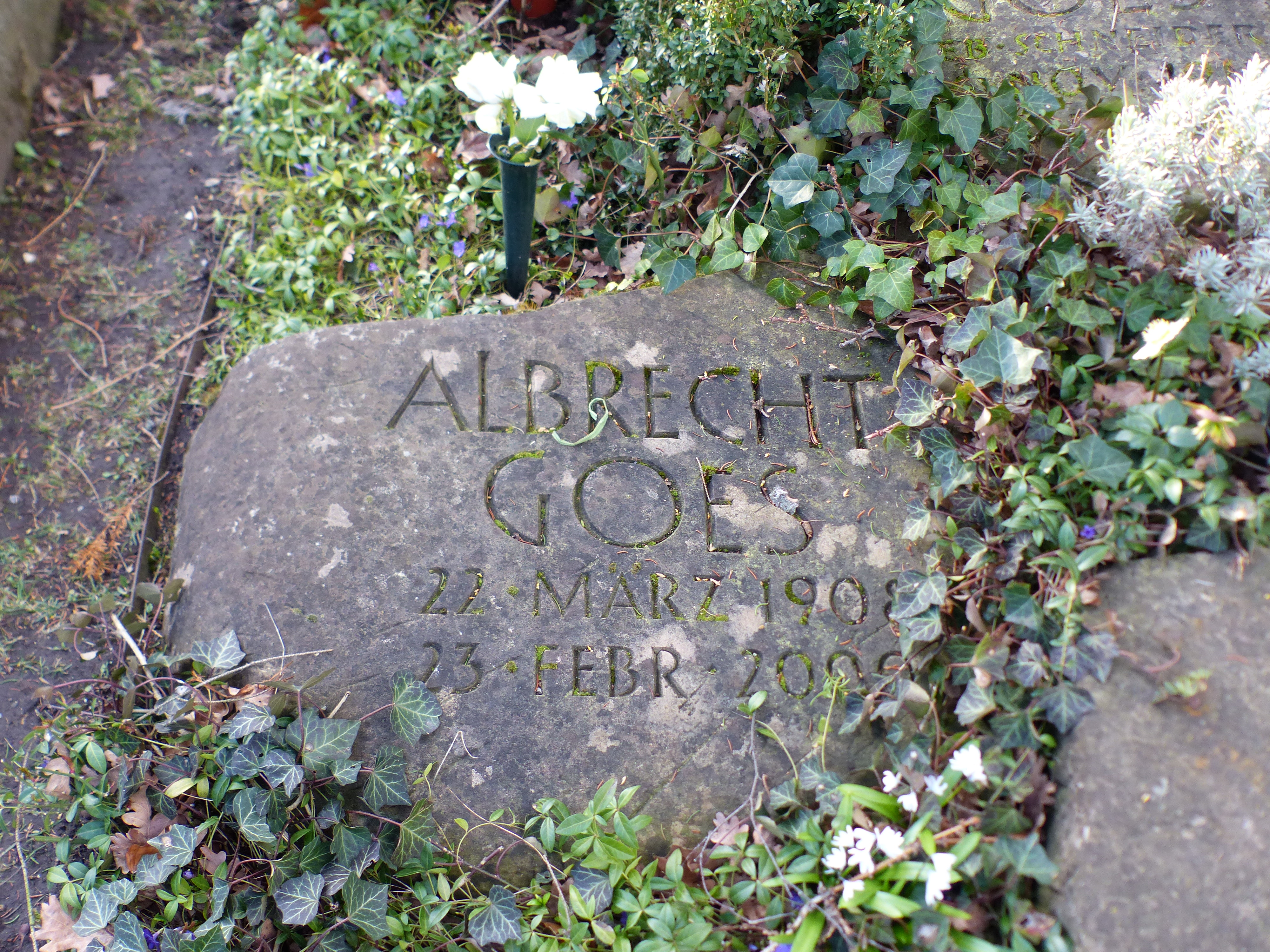
Grabstein auf dem Pragfriedhof in Stuttgart

Albrecht Goes wurde 1908 im evangelischen Pfarrhaus in Langenbeutingen geboren, wo er auch seine Kindheit verbrachte. Nach dem frühen Tod seiner Mutter 1911 kam er 1915 zur Großmutter nach Berlin-Steglitz, wo er bis 1919 das Gymnasium Steglitz besuchte. Von 1919 bis 1922 ging er in Göppingen zur Schule. 1922 trat er nach bestandenem Landexamen in das evangelisch-theologische Seminar im Kloster Schöntal ein. 1924 wechselte er (wie die ganze Klasse) nach Urach. Sein Zimmergenosse war der Schriftsteller Gerd Gaiser.

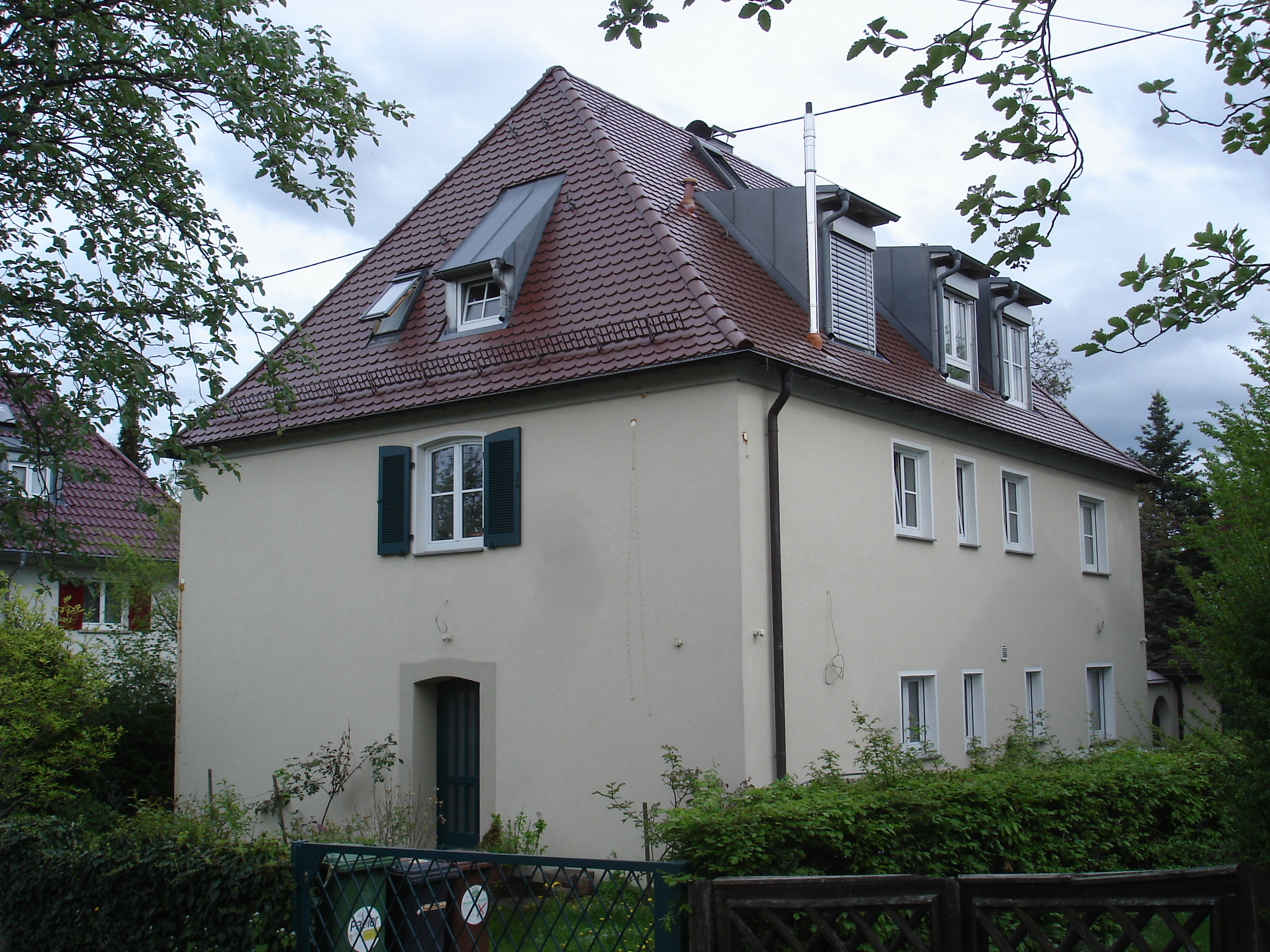
Wohn- und Sterbehaus von Albrecht Goes in Stuttgart-Rohr (Im langen Hau 5)

Ab 1926 studierte er Germanistik und Geschichte, später Evangelische Theologie in Tübingen und ab 1928 in Berlin, wo er von Romano Guardini beeinflusst wurde. Goes wurde 1930 in der Tuttlinger Stadtkirche zum Pfarrer ordiniert und war 1931 Stadtvikar in der Martinskirche in Stuttgart. 1933 trat er seine erste Pfarrstelle in Unterbalzheim bei Illertissen an. Im selben Jahr heirateten er und Elisabeth Schneider. Das Ehepaar hatte die drei Töchter Christin, Brigitte und Rose. Ab 1938 war er Pfarrer in Gebersheim.
Im Zweiten Weltkrieg wurde er 1940 einberufen und zum Funker ausgebildet und danach in Rumänien eingesetzt. 1942 bis 1945 war er als Geistlicher im Lazarett und im Gefängnis in Russland, Polen, Ungarn und Österreich tätig. Nach dem Krieg war er wieder Pfarrer in Gebersheim, bis er 1953 den Pfarrdienst quittierte und von da an als freier Schriftsteller wirkte. Er predigte weiterhin zweimal im Monat. 1954 zog er nach Stuttgart-Rohr um.
Er engagierte sich nach dem Krieg gegen die Wiederaufrüstung Deutschlands, zum Beispiel – unter anderem mit Gustav Heinemann – als Unterzeichner des „Deutschen Manifests“ der Paulskirchenbewegung. 1958 wurde er in die Berliner Akademie der Künste aufgenommen. Seit 1949 war er Mitglied der Deutschen Akademie für Sprache und Dichtung. Einem breiten Publikum wurde er auch als regelmäßiger Sprecher der ARD-Sendung Das Wort zum Sonntag bekannt. Als der Friedenspreis des Deutschen Buchhandels am 27. September 1953 an Martin Buber verliehen wurde, hielt Albrecht Goes die Laudatio, am 30. August 1969 auf der Beisetzung von Erika Mann die Trauerrede.
Albrecht Goes wurde am 28. Februar 2000 auf dem Pragfriedhof in Stuttgart bestattet.

## Schriftstellerisches Schaffen

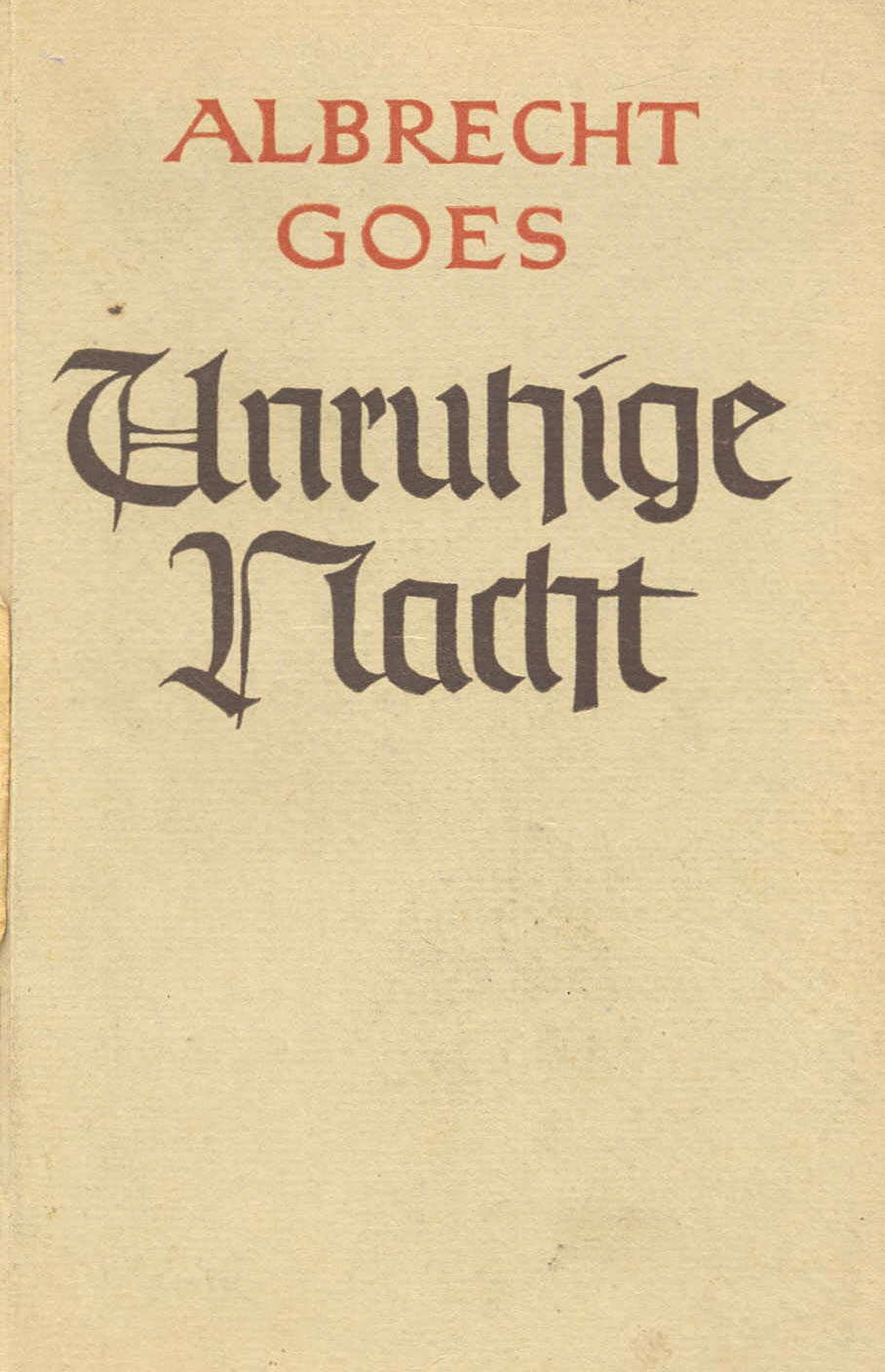
Buchdeckel zur Erzählung Unruhige Nacht aus dem Friedrich-Wittig-Verlag, Hamburg (1950)

Bereits 1932 erschienen mit Verse und dann 1934 mit Der Hirte erste Gedichtbände. Weitere Publikationen zwischen 1935 (Heimat ist gut) und Kriegsende – ein Gedicht aus Der Nachbar (1940) wurde bereits 1938 in der umstrittenen Zeitschrift Das Innere Reich gedruckt – gaben Anlass zu der Annahme, dass Goes in der NS-Zeit „seine anakreontischen Gedichte ohne Schwierigkeiten […] veröffentlichen“ konnte. Goes wurde auch in der Krakauer Zeitung im besetzten Generalgouvernement gedruckt.
1950 veröffentlichte er die Erzählung Unruhige Nacht, die die Ereignisse eines Abends und einer Nacht in dem von den Deutschen besetzten Proskurow (Ukraine) im Oktober 1942 beschreiben. Übersetzungen dieser Novelle erschienen in England, Frankreich, Italien, Dänemark, Schweden, Finnland, USA, Argentinien und Japan.
Die 1954 erschienene Erzählung Das Brandopfer thematisiert die Judenverfolgung während des Dritten Reiches anhand einer schlichten Metzgersfrau, die zuletzt durch (die ihr dann verwehrte) Selbstopferung Gerechtigkeit sucht. Das in einfacher Sprache geschriebene Werk gilt bis heute als Beitrag zu Dialog und Versöhnung von Juden und Christen. Dem Autor wurde im Jahr 1978 für diesen Beitrag die Buber-Rosenzweig-Medaille verliehen.
Die beiden Werke Unruhige Nacht und Das Brandopfer wurden verfilmt.
Um Albrecht Goes, dessen Werk oft mit dem Albrecht Haushofers, Reinhold Schneiders, Rudolf Alexander Schröders oder dem der Gertrud von Le Fort verglichen wird, ist es nach seinem Tod still geworden. Dass er jedoch nicht vergessen ist, zeigen neue Bücher und Neuauflagen zum 100. Geburtstag und ein umfangreiches Veranstaltungsprogramm aus diesem Anlass.

## Werke
- Verse; Stuttgart 1932
- Der Hirte. Gedichte; Leipzig 1934
- Heimat ist gut. Zehn Gedichte; Hamburg 1935
- Lob des Lebens. Betrachtungen und Gedichte; Stuttgart 1936
- Vergebung; 1937
- Der Zaungast; 1938
- Der Nachbar. Gedichte; Berlin 1940
- Gelöbnis; Nachtwache, Fleckfieberlazarett, Frühling 1943
- Die guten Gefährten. Begegnungen; 1942
- Die Begegnung. Zehn Gedichte; (Privatdruck) 1944
- Hermann Hesse; Suhrkamp Verlag, Berlin 1946
- Schwäbische Herzensreise; 1946
- Der Weg zum Stall; 1946
- Die Herberge. Gedichte; Berlin 1947
- Unruhige Nacht; 1950
- Unsere letzte Stunde. Eine Besinnung; 11.–18. T., Hamburg 1953
- Das Brandopfer. Erzählung, 1954
- Der Gastfreund. Prosa und Verse; Berlin (Ost) 1958
- Stunden mit Bach; Hamburg 1959
- Das Sankt Galler Spiel von der Kindheit Jesu, erneuert; 1959
- Zehn Gedichte; Frankfurt a. M. 1961
- Die Gabe und der Auftrag; Berlin (Ost) 1962
- Aber im Winde das Wort. Prosa und Verse aus zwanzig Jahren; Frankfurt a. M. 1963
- Das Löffelchen; 1965
- Tagwerk. Prosa und Verse; Frankfurt a. M. 1976
- Lichtschatten du. Gedichte aus fünfzig Jahren; Frankfurt a. M. 1978
- Erzählungen, Gedichte, Betrachtungen; Frankfurt a. M. 1986
- Keine Stunde schwindet. Eine Auswahl; Berlin (Ost) 1988
- Mit Mörike und Mozart. Studien aus fünfzig Jahren; 1991
- Dunkle Tür, angelehnt. Gedanken an der Grenze des Lebens; 1997
- Das Erstaunen. Begegnung mit dem Wunderbaren; 1998
- Lebensspur. Gedichte von Albrecht Goes und Holzschnitte von Andreas Felger; Präsenz Kunst & Buch, 2007

## Ehrungen und Andenken
- 1958: Willibald-Pirckheimer-Medaille für Verdienste um Kultur und Literatur
- 1959: Großes Verdienstkreuz der Bundesrepublik Deutschland, verliehen durch Theodor Heuss
- 1962: Heinrich-Stahl-Preis der jüdischen Gemeinde Berlin
- 1972: Ehrengast der Villa Massimo in Rom
- 1974: Ehrendoktorwürde durch die Evangelisch Theologische Universität Mainz
- 1977: Verdienstmedaille des Landes Baden-Württemberg
- 1978: Buber-Rosenzweig-Medaille (für seinen Roman Das Brandopfer)
- 1979: Professorentitel, verliehen durch den damaligen Ministerpräsidenten von Baden-Württemberg Lothar Späth
- 1981: Albrecht-Goes-Straße in Langenbeutingen wird ihm gewidmet
- 1983: Bürgermedaille der Stadt Stuttgart für besondere Verdienste
- 1988: Großes Verdienstkreuz mit Stern der Bundesrepublik Deutschland
- 1991: Otto-Hirsch-Medaille (Stuttgart)
- 1994: Literaturpreis der Stadt Stuttgart
- 1998: (Zum 90. Geburtstag) Ehrungen durch die Städte Stuttgart und Leonberg, Evangelische Akademie Bad Boll und das Bildungshaus in Schöntal
- 1999: Preis der ökumenischen Stiftung Bibel und Kultur für das Lebenswerk
- 2000: Albrecht-Goes-Platz in Stuttgart wird ihm gewidmet, Gedenkfeiern in Marbach und Leonberg
- 2001: Gedenkstein vor seinem Geburtshaus in Langenbeutingen mit Zeilen aus seinem Gedicht Die Schritte
- 2004: Goes-Stube, ein kleines Museum im Unteren Kirchle in Langenbeutingen wird eröffnet
- Relief von Hermann Koziol in der Gedächtnisstätte für die Gefallenen auf dem Friedhof Bretzfeld-Waldbach
- 2008: Veranstaltungsreihe „Albrecht Goes zum Hundertsten“ in ca. 20 Orten in Baden-Württemberg, sowie in Leipzig
- 2008: Gedenktafel im Evangelischen Stift in Tübingen[8]

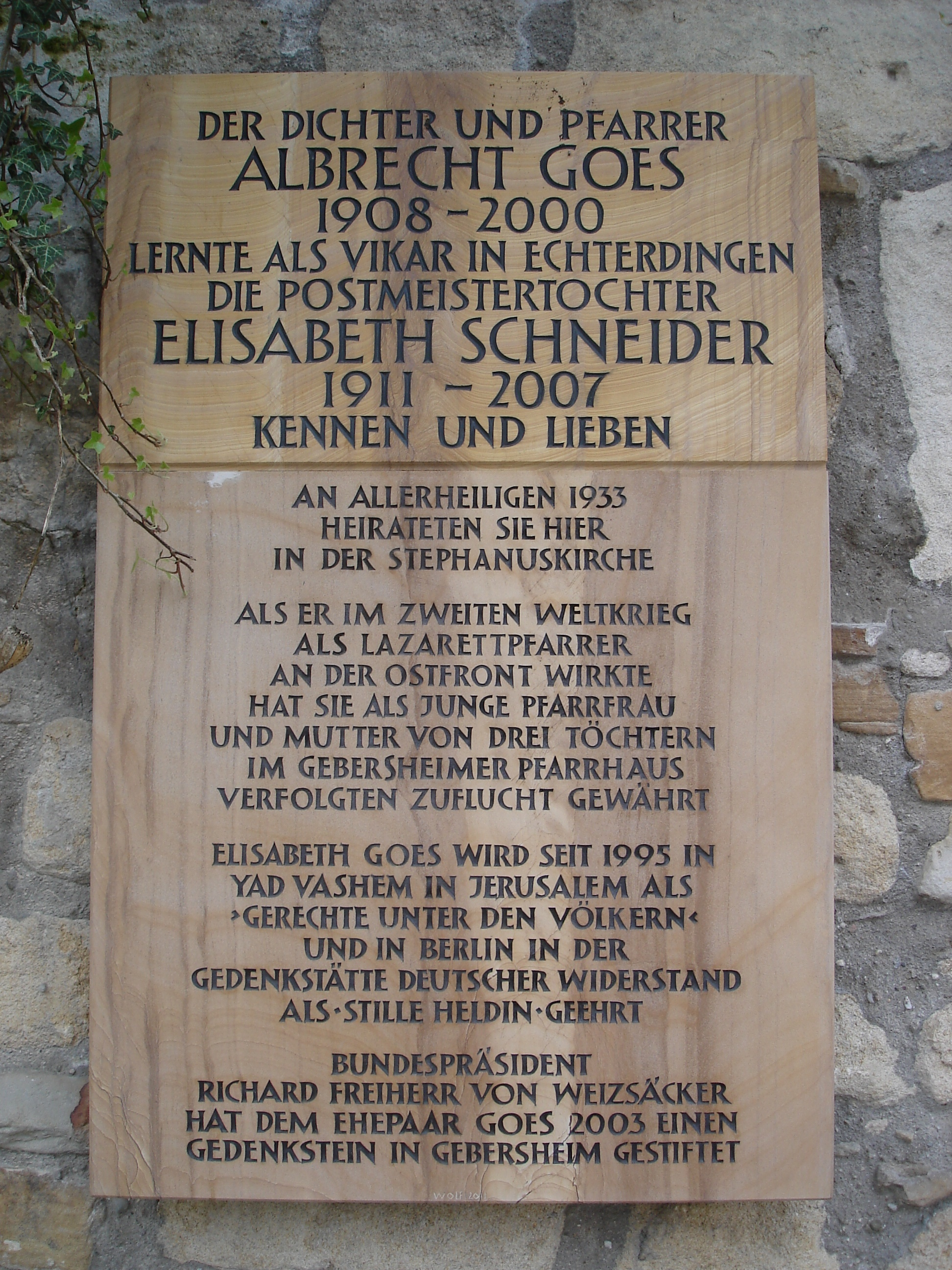
Gedenktafel an der Kirchhofsmauer in Echterdingen
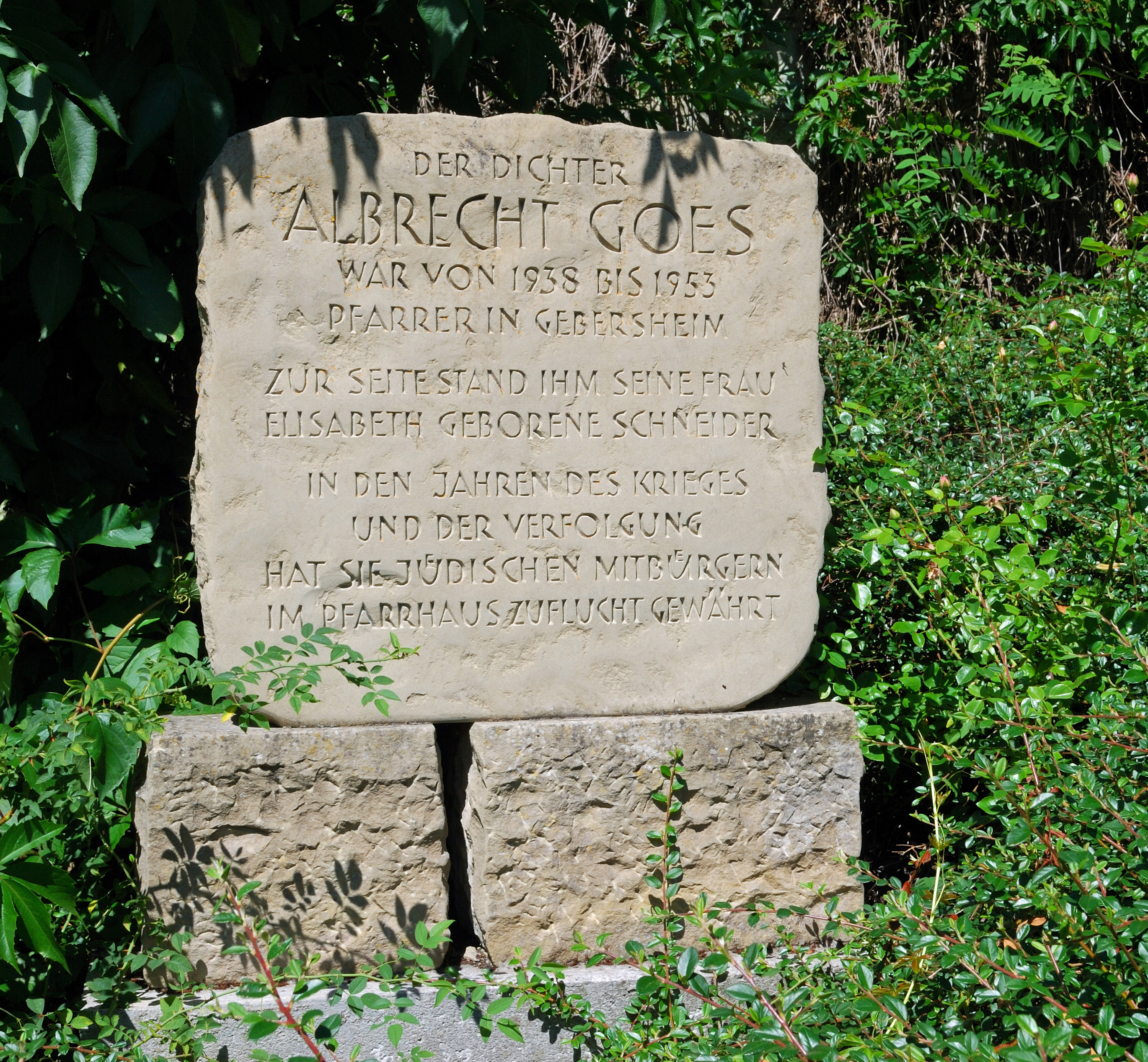
Gedenkstein für Albrecht Goes vor dessen ehemaligem Pfarrhaus in Gebersheim von Markus Wolf (2003)
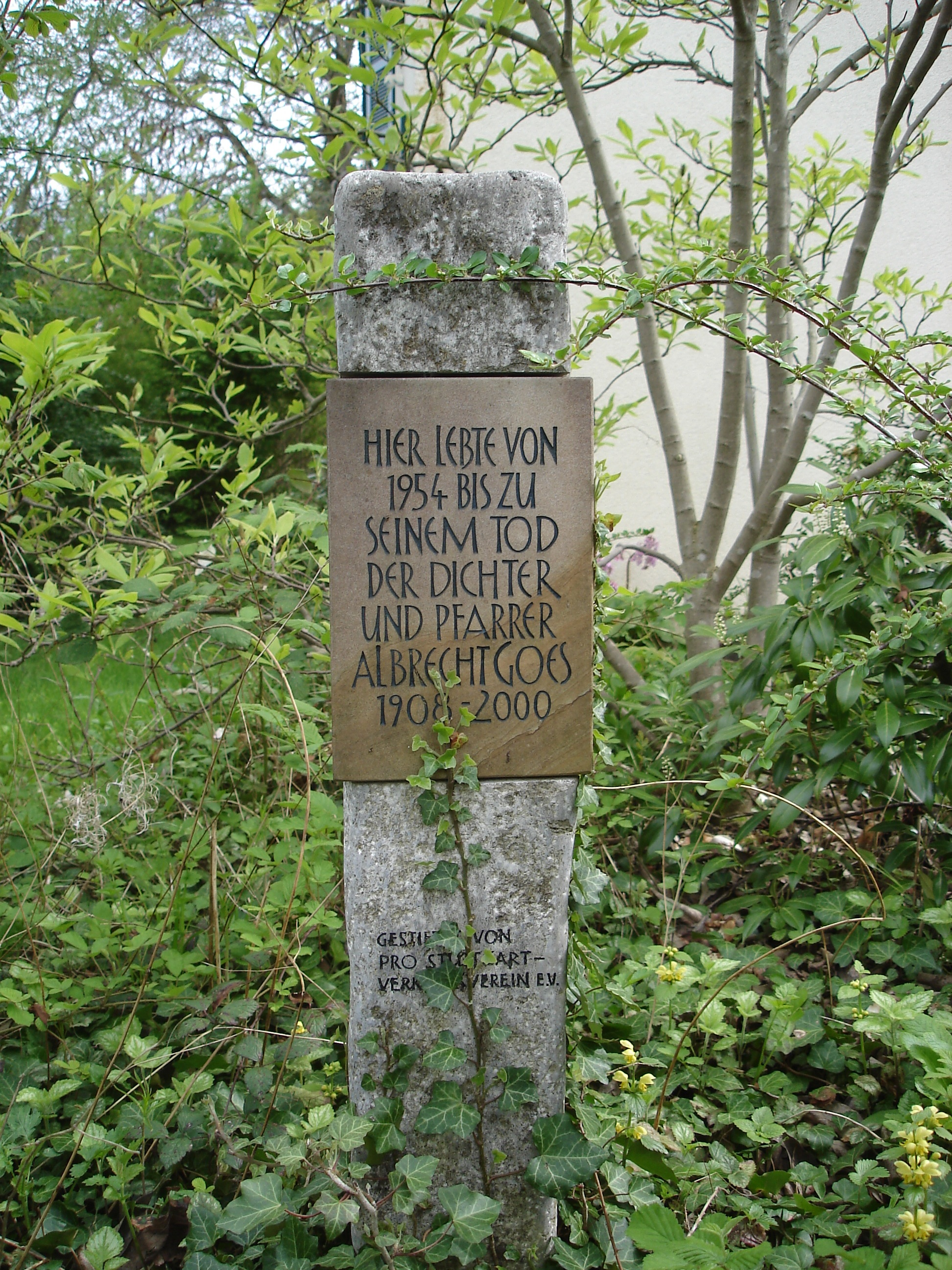
Gedenkstein vor dem ehemaligen Wohnhaus in Stuttgart-Rohr

## Zitate
Richard von Weizsäcker: „Ein Dichter, der so fein hören kann, bei dem ist es kein Wunder, dass er das Seine zu sagen versteht.“

## Vertonungen
- Georg von Albrecht: 15 Chorsätze a cappella für gemischten Chor oder Männerchor
- Kurt Hessenberg: Sechs Geistliche Lieder nach Worten von Albrecht Goes für vierstimmigen Chor a cappella, Opus 55

## Verfilmungen
- 1955: Unruhige Nacht – Fernsehspiel – Regie: Franz Peter Wirth, mit Peter Lühr, Louise Kleve, Sigurd Fitzek, Siegfried Wischnewski, Erne Seder, Erich Musil, Carl Lange, Thomas Flemming
- 1958: Unruhige Nacht – Regie: Falk Harnack, mit Bernhard Wicki, Ulla Jacobsson, Hansjörg Felmy, Anneli Sauli, Erik Schumann, Werner Hinz, Albert Bessler, Werner Peters
- 1962: Der Schlaf der Gerechten (nach der Novelle Das Brandopfer) – Fernsehspiel – Regie: Rolf Hädrich, mit Hilde Krahl, Benno Sterzenbach, Ernst Fritz Fürbringer, Karl-Georg Saebisch, Ursula Lillig, Horst Naumann, Bum Krüger, Dagmar Altrichter